# Hardgrove-Index
Der Hardgrove-Index (kurz HGI, von englisch „Hardgrove Grindability Index“) ist ein Maß für die Härte von Kohle beim Mahlen. Die Härte wird in der Einheit Grad (°H) angegeben, beispielsweise 40 °H oder 55 °H. Je größer der Hardgrove-Index, desto einfacher ist die Kohle zu mahlen (desto höher die Mahlbarkeit).
Die Mahlbarkeit ist für die Verarbeitbarkeit der Kohle und die Dimensionierung der Kohlemühlen eine wichtige Größe. Da die Mahlbarkeit von verschiedenen Einflussgrößen abhängig ist, die im Einzelnen noch nicht vollständig bekannt sind, wird sie mit einer Probemühle wie unten beschrieben empirisch ermittelt.
Der Index ist benannt nach Ralph M. Hardgrove (* 1891 in Massillon, Ohio, † 29. Oktober 1978 in Jacksonville, Florida) der das  Bestimmungsverfahren in den 1930er-Jahren in Diensten der Firma Babcock & Wilcox in den USA entwickelte.
Das Verfahren hat sich heute international durchgesetzt und ist nach der amerikanischen ASTM-Norm D 409, DIN 51742 und der internationalen ISO-Norm 5074 standardisiert.

## Messverfahren
Fünfzig Gramm lufttrockene Kohle mit einer Körnung von 0,6 bis 1,2 mm werden in die Mühle eingefüllt und der Mahlkörper mit einem Gewicht belastet. Nach sechzig Umdrehungen des Mahlkörpers wird die zerkleinerte Kohle auf ein Prüfsieb gegeben. Aus dem Siebdurchgang D errechnet sich der Hardgrove-Index H zu:
{\displaystyle H=13+6{,}93\cdot D}
Das Verfahren liefert nur relative Werte, da die Einstellung der Probemühle mit einer Referenzkohle durchgeführt wird, deren Hardgrove-Index gleich 100 gesetzt wird.